# Jämställdhetsombudsmannen (Sverige)
Jämställdhetsombudsmannen (JämO) var en svensk statlig myndighet, bildad 1980, som sysslade med och övervakade de lagar som rörde jämställdhet. Myndighetens verksamhet överfördes den 1 januari 2009 till Diskrimineringsombudsmannen.
JämOs huvudsakliga uppgift var att utöva tillsyn över fyra lagar som reglerade jämställdhet: jämställdhetslagen, lagen om likabehandling av studenter i högskolan, lagen om förbud mot diskriminering och annan kränkande behandling av barn och elever. Från och med den 1 juli 2005 hade JämO även tillsyn över lagen om förbud mot diskriminering när det gällde könsdiskriminering.
I JämOs uppgifter ingick också att genom information och opinionsbildning öka kunskaperna om de fyra lagarna och främja jämställdhet i arbetslivet, högskolan, skolväsendet, arbetsmarknadsutbildningar, andra utbildningsformer samt flera andra samhällsområden. År 2006 låg anslaget för myndigheten på 27,9 miljoner kronor.
JämO 2000-2007 var Claes Borgström som 2007 meddelade att han lämnade sitt uppdrag i förtid för att starta en advokatbyrå tillsammans med Thomas Bodström. Till ersättare för Borgström utsågs 16 augusti 2007 kammaråklagaren Anne-Marie Bergström. Bergström upprätthöll tjänsten som JämO till dess de fyra diskrimineringsombudsmännen slogs ihop till en myndighet den 1 januari 2009.

## JämO sedan grundandet
- Inga-Britt Törnell, 1980–1987
- Gun Neuman, 1987–1994
- Lena Svenaeus, 1994–2000
- Claes Borgström, 2000–2007
- Anne-Marie Bergström, 2007–2008